# Venetia
Venetia (nombre completo: Venetia et Histria) fue una región romana del norte de Italia, situada entre los Alpes y la orilla del mar Adriático, hasta la desembocadura del río Padus (Po), al sur, y el río Aesontium (Isonzo), al este. Al oeste limitaba con el territorio de los cenómanos, pero el límite no está bien definido (según Tito Livio, la última ciudad de los vénetos era Verona). La región formó parte de la ex provincia de la Galia Cisalina, hasta el 42 a. C., cuando esta última dejó de existir como provincia y fue definitivamente anexada, de iure, al territorio de la Italia romana, dentro del cual Venetia constituyó, junto con Istria, una de sus regiones, en tiempos de Augusto, incluyendo también a las ciudades de Brixia, Cremona y  Bergomun, al oeste de Verona, y probablemente tuvo su límite en el río Adda. 
Estaba habitada por los vénetos, los cuales ocupaban el territorio comprendido entre la ciudad de  Tergeste y el río Timavus, al este, y el lago Iseo, al oeste. 
Desde el valle del Save, el paso de los Alpes Julianos dejaba abierto el camino hacia Venetia y los invasores lo podían utilizar. Así fue el caso de Atila en 452, que llegó delante de Aquileia, la asedió y la destruyó, igual que las ciudades de Iulia Concordia, Altinum, Patavium, Vicentia, Verona, Brixia y Bergomum. Los habitantes de estas ciudades se refugiaron en las lagunas, fundando un par de ciudades en medio del agua, donde antes solo vivían pescadores: los huidos de Aquilea fundaron Grado, mientras, los de otras ciudades (principalmente Patavium), fundaron Venecia.
Los principales ríos del territorio son el Athesis (Adige), el Medacus (Brenta) con su afluente, el Medacus Minor (Bacchiglione), el Silis (Sile), el Plavis (Piave), el Liquentia (Livenza), el Romantinus (Lemene), el Tilavemptus (Tagliamento), el Varanus y el Annassus (referidos por Plinio, probablemente el Stellaiel y su afluente Cormor), y el Alsa (Ausa). Otros ríos de cierta envergadura al este son el Turrus (Torre), el Natiso (Natisone) y el Aesontium (Isonzo), este último con su afluente Fluvius Frigidus (Wippach o Vipao); y finalmente el Timavus y el Formio (Risano), que marcaba el límite con Istria.
Las ciudades principales fueron: Verona, Vicentia, Patavium, Ateste (Este), Altinum, Concordia, Opitergium (Oderzo) Tarvisium (Tarvisio), Acelum (Asolo), Centa, Feltria (Feltre), Bellunum (Belluno), Aquileia, Forum Julii, Vedinum (Údine), Julium Carnicum, Tergeste (Trieste), Flamonia (Flaggona), Osopum (Osopo), Glemona (Gemona), Artemia (Artegna), Cormonis (Cormons ) y Duinum (Duino).